# 수영역
수영역(Suyeong station, 水營驛)은 대한민국 부산광역시 수영구 수영동과 광안동에 걸쳐 있는 부산 도시철도 2호선과 부산 도시철도 3호선의 전철역이자 환승역이다. 부산 도시철도 3호선의 경우 이 역부터 덕천역까지 지하 구간이다.

## 역사
- 1994년 10월 27일 : 부산 도시철도 2호선 서면역~장산역 구간 착공
- 1997년 11월 25일 : 부산 도시철도 3호선 대저역~수영역 구간 착공
- 2002년 8월 29일 : 부산 도시철도 2호선 광안역~장산역 구간 연장 개통과 함께 영업 개시
- 2005년 11월 28일 : 부산 도시철도 3호선 대저역~수영역 구간 개통과 함께 종착역으로 환승역이 됨

## 역명 유래
수영(水營)은 경상좌도 수군절도사영(慶尙左道 水軍節度使營)이라는 말을 줄여 부르는 좌수영에서 유래하였다.

## 개요
다른 역에 비해 규모가 크며 부산 도시철도 2호선 개통 이후에도 확장 공사를 계속하였다. 심야에 부산 도시철도 3호선 4편성이 주박한다.

## 역 구조
두 노선 모두 1면 2선의 섬식 승강장을 갖춘 지하역이며, 두 노선 모두 스크린도어가 설치되어 있다. 2호선 장산 방향 승강장 끝에 화장실이 설치되어 있다. 출구는 16개다.

### 부산 2호선 승강장
| 민락 ↑  |
| 하상 \| |
| ↓ 광안  |

| 상행 | ● 부산 도시철도 2호선 | 센텀시티·해운대·장산 방면     |
| 하행 | ● 부산 도시철도 2호선 | 대연·서면·덕천·호포·양산 방면 |

### 부산 3호선 승강장
| 시·종착역 |
| 하상 \|   |
| ↓ 망미    |

| 상행 | ● 부산 도시철도 3호선 | 당역 종착                |
| 하행 | ● 부산 도시철도 3호선 | 연산·미남·덕천·대저 방면 |

### 환승
이 역은 계단을 한 번만 오르내리는 것으로 환승이 가능하다. 이는 이 역이 2호선을 설계할 당시부터 3호선과의 환승역 건설 계획을 염두에 두고, 이러한 점이 승강장을 설계할 때에 최단 거리로 환승할 수 있도록 반영되었기 때문이다. 환승 구조는 수인·분당선과 8호선의 환승역인 복정역을 비롯한 3호선과 4호선의 환승역인 미남역과 흡사한 구조다. 이 역과 광안역 사이에 연결 선로가 있으며, 3호선 전동차가 호포차량사업소에서 중검수를 받기 위해 이 선로를 사용한다.

## 역 주변
- 수영교차로
- 홈플러스 익스프레스 광안점
- 광안3동행정복지센터
- 센텀병원
- 수영초등학교
- 수영사적공원
- 팔도시장
- 수영동행정복지센터
- 상아아트빌
- 광안종합시장
- 비치그린1단지아파트

## 사진

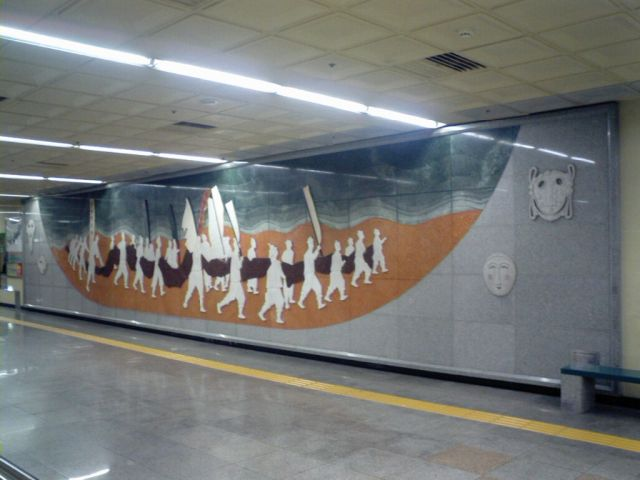
좌수영어방놀이를 주제로 한 2호선 대합실 벽화
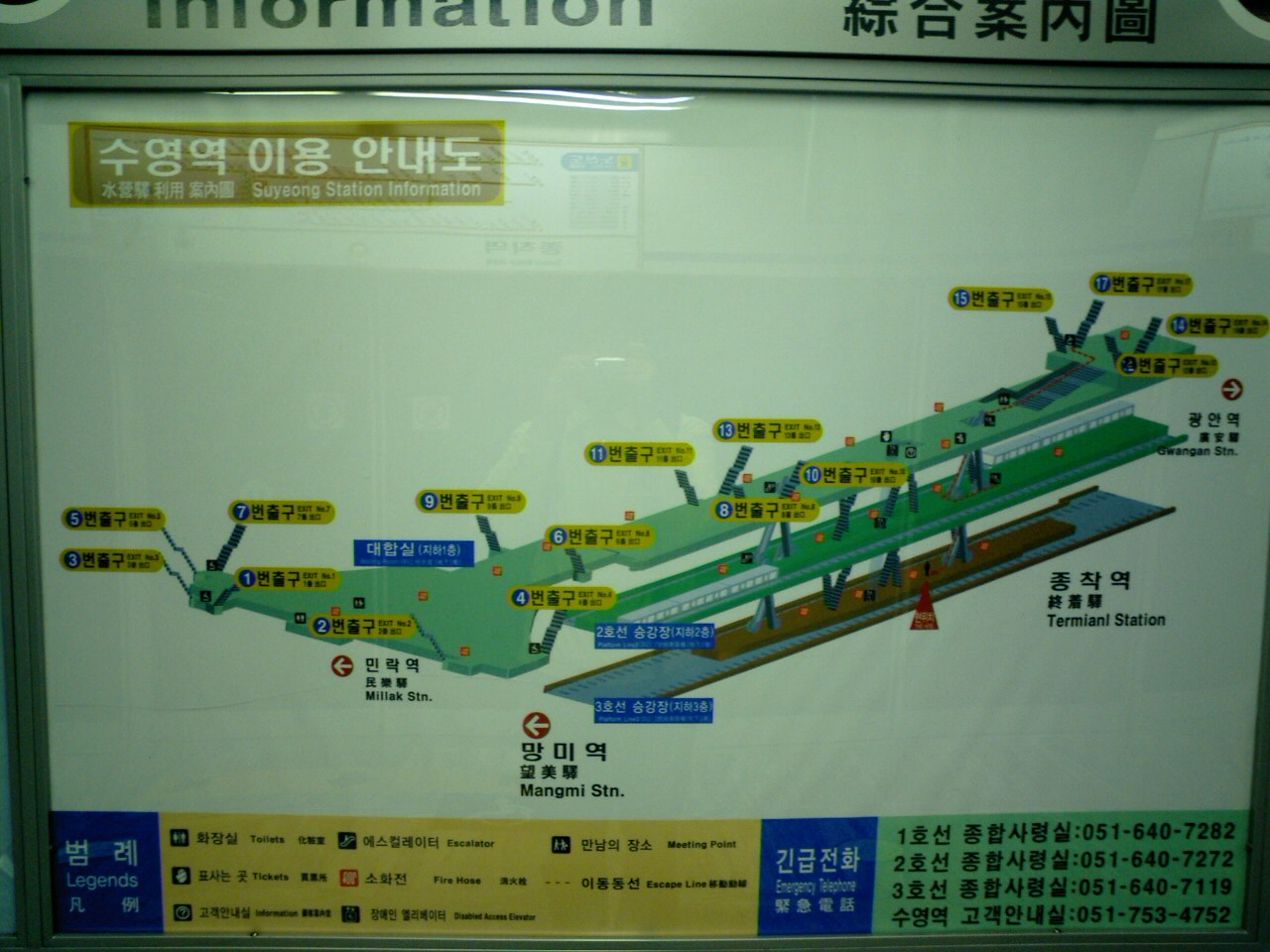
안내도
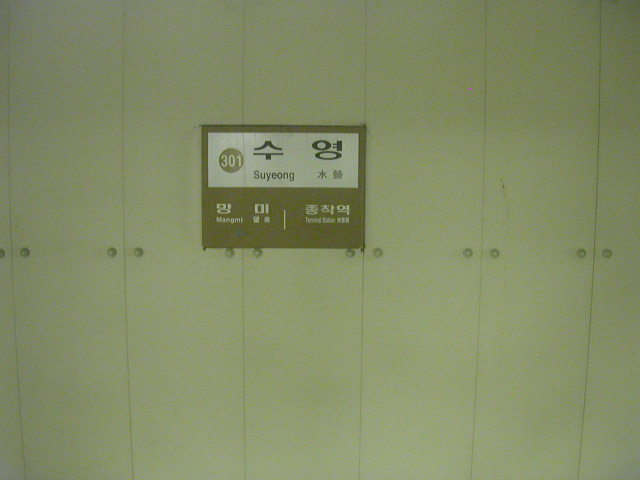
3호선 대저 방향 역명판
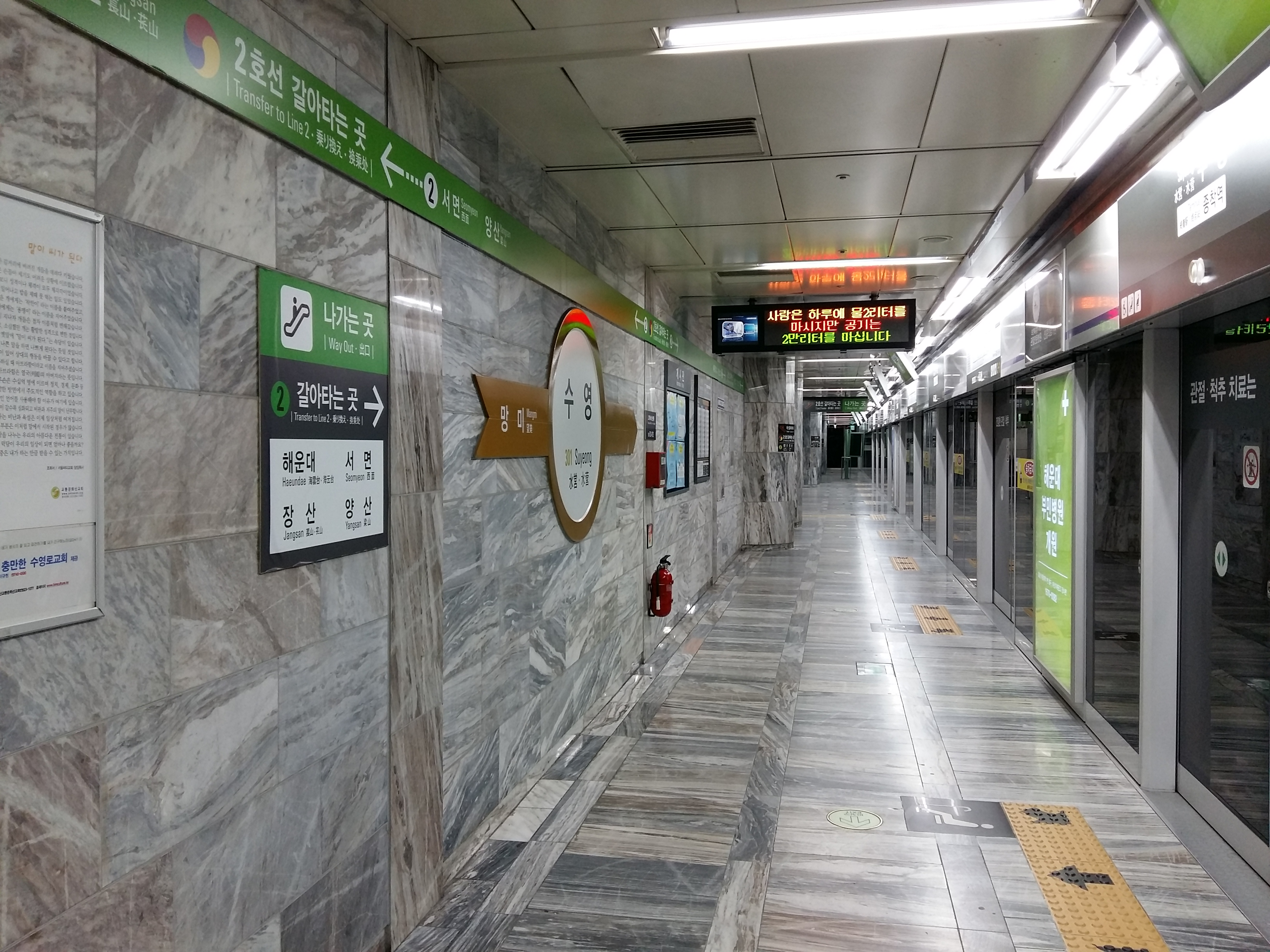
3호선 당역 종착 승강장

## 승차량 변동
부산 도시철도 2호선과 부산 도시철도 3호선의 역사와 개찰구가 공동으로 사용되고 있어서 모든 승차량은 부산 도시철도 2호선 역의 것으로 간주된다.
| 역 노선 | 승차 인원 | 승차 인원 | 승차 인원 | 승차 인원 | 승차 인원 | 승차 인원 | 승차 인원 | 승차 인원 | 승차 인원 | 승차 인원 | 승차 인원 | 승차 인원 | 승차 인원 | 승차 인원 | 주석  |
| 역 노선 | 2002년    | 2003년    | 2004년    | 2005년    | 2006년    | 2007년    | 2008년    | 2009년    | 2010년    | 2011년    | 2012년    | 2013년    | 2014년    | 2015년    | 주석  |
| ------- | --------- | --------- | --------- | --------- | --------- | --------- | --------- | --------- | --------- | --------- | --------- | --------- | --------- | --------- | ----- |
| 2호선   | 1983      | 6804      | 6907      | 7204      | 8687      | 8773      | 9558      | 10120     | 11083     | 11904     | 12155     | 12936     | 13391     | 13580     | [ 4 ] |

## 인접한 역
| 부산 도시철도 2호선 | 부산 도시철도 2호선   | 부산 도시철도 2호선 |
| ------------------- | --------------------- | ------------------- |
| 207 민락 장산 방면  | ● 부산 도시철도 2호선 | 209 광안 양산 방면  |
| 부산 도시철도 3호선 |                       |                     |
| 시·종착역           | ● 부산 도시철도 3호선 | 302 망미 대저 방면  |

### 내용주
1. ↑  이 역은 출구 중 16번 출구만 없다.
2. ↑  실제로 대저차량기지 건설 공사를 시행하다가 지반이 붕괴된 일이 있었다. 이로 인해 대저차량기지의 중검수 시설이 무산됨에 따라 궁여지책으로 광안-수영 연결선로를 설치하여 호포차량기지에서 중검수를 받게 되었다. 덕천역도 2-3호선 환승역이나, 구배와 곡선반경이 심해 연결선로를 설치하지 못했다. 참고로 이 연결 선로는 부산 2호선 상선과 연결되어 있기 때문에 중검수가 필요한 3호선 전동차는 장산 방면 선로로 진입한 후 건넘선을 이용하여 양산 방면 선로로 이동하게 된다.